# Company (musical)
Company és un musical de George Furth amb lletres i música de Stephen Sondheim.
Originalment titulada Threes, l'argument gira al voltant de Bobby (un home solter incapaç de completar una relació, enfrontant-se al matrimoni), les 5 parelles casades que són els seus millors amics i les seves 3 xicotes. A diferència de la majoria dels llibrets de musicals, que segueixen una trama clarament dibuixada, Company és un musical format per vinyetes curtes, presentades sense cap ordre cronològic en particular, enllaçats per la festa del 35è aniversari de Bobby.
Company va ser un dels primers musicals que tractaven sobre els problemes dels adults mitjançant la seva música. Com Sondheim senyalà, "Company tracta sobre la gent de classe mitjana alta amb problemes de classe mitjana alta. El teatre de Broadway ha estat durant molts anys suportat per aquesta gent. El que volien realment era escapar, i aquí els ho estem posant davant del nas... venen al musical per fugir-ne, i de cop i volta s'ho troben a l'escenari"

## Producció original

### Rerefons
George Furth va escriure 11 obres d'un acte on planejava tenir a Kim Stanley protagonitzant-les. Anthony Perkins va interessar-se en la direcció, i li demanà a Sondheim que llegís el material. Després de llegir les obres, Sondheim demanà a Harold Prince què li semblava; i Prince li respongué que podrien constituir la base per a un musical. El tema podrien ser matrimonis a Nova York amb un personatge central que examinés aquests matrimonis.

### Història de la producció
Després de 7 prèvies, la producció de Broadway, dirigida per Harold Prince, s'estrenà el 26 d'abril de 1970 al Alvin Theatre, on es representà durant 705 funcions. L'escenografia dissenyada per Boris Aronson consistia en dos ascensors i diverses plataformes verticals, remarcant el tema de l'aïllament. El repartiment de la nit d'estrena incloïa a Dean Jones, que havia substituït a Anthony Perkins quan aquest marxà durant els assaigs per dirigir una obra, Donna McKechnie, Susan Browning, Pamela Myers, Barbara Barrie, Charles Kimbrough, Merle Louise, Beth Howland, i Elaine Stritch. La direcció musical era de Michael Bennett.

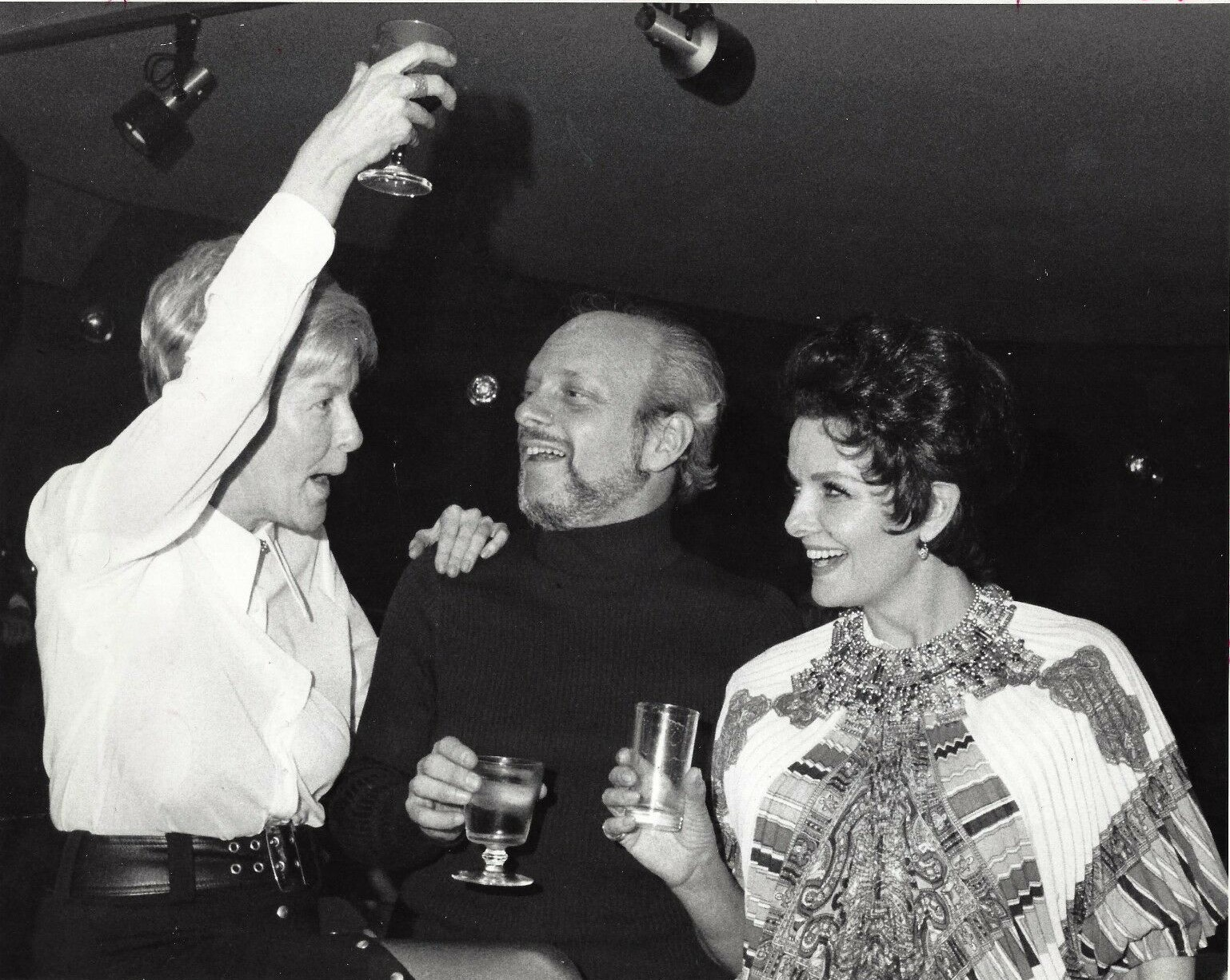
Elaine Stritch, Harold Prince i Jane Russell

Poc després de la nit d'estrena, Jones es retirà de l'espectacle al·legant motius de salut, però realment a causa del stress que li estava causant el seu divorci. Va ser substituït per Larry Kert, qui havia creat el personatge de Tony a West Side Story. Kert va tenir molt bones crítiques per la seva actuació quan els crítics van ser convidats a tornar a veure l'espectacle. En un fet extraordinari, el comitè dels Premis Tony consideraren que Kert mereixia una nominació, honor normalment reservat per aquells que creessin el personatge. Poc després de l'estrena a Broadway, D. A. Pennebaker presentà un documental sobre l'enregistrament original del show. Com que l'enregistrament original ja s'havia realitzat abans que Kert assumís el paper de Bobby, aquest no va ser inclòs. Però quan el repartiment viatjà a Londres per tornar a fer els seus papers, Columbia Records el va fer gravar noves pistes, esborrant les de Jones. Aquest enregistrament "nou" va ser publicat com a Repartiment Original de Londres. El 1998, quan Sony Music (que havia adquirit el catàleg de Columbia), llançà un CD redigitalitzat del repartiment original de Broadway, amb la versió de Kert de Being Alive com a peça extra.

### Altres produccions
- La primera gira americana va estrenar-se el 20 de maig de 1971 al Ahmanson Theatre de Los Angeles (Califòrnia), amb George Chakiris com a Bobby, tancant exactament un any després al National Theatre de Washington DC
- La primera producció al West End s'estrenà el 18 de gener de 1972 al Her Majesty's Theatre, on es realitzaren 344 funcions. El repartiment original incloïa a Larry Kert, Elaine Stritch, Joy Franz i Donna McKechnie; Dilys Watling i Julia McKenzie van entrar al repartiment posteriorment.
- Després de 43 prèvies, el revival del Roundabout Theatre, dirigit per Scott Ellis i coreografiat per Rob Marshall, s'estrenà el 5 d'octubre de 1995 al Criterion Center Stage Right, on es representà en 60 funcions. El repartiment inclooïa a Boyd Gaines, Kate Burton, Robert Westenberg, Diana Canova, Debra Monk, LaChanze, Charlotte d'Amboise, Jane Krakowski, Danny Burstein i Veanne Cox.
- El 1995 s'estrenà un revival a Londres, dirigit per Sam Mendes. Les prèvies començaren l'1 de desembre al Donmar Warehouse; estrenant-se el 13 de desembre i tancant el 2 de març de 1996. Les prèvies començaren al Albery Theatre el 7 de març, estrenant-se el 13 de març i tancant el 29 de juny. El repartiment incloïa a Adrian Lester, sent el primer Bobby negre en una gran producció.
- Durant la temporada 1996/97 es representà en català en una producció del Teatre Lliure / Mercat de les Flors; traduïda per Guillem-Jordi Graells i dirigida per Calixto Bieito, amb direcció musical de Lluís Vidal. Entre el 15 d'abril i l'11 de maig de 1997, la producció del Teatre Lliure / Mercat de les Flors es representà a la Sala Tallers del TNC.[9]
- El 17 de maig del 2002 s'estrenà per a només 17 funcions al Kennedy Center, presentada com un homenatge d'estiu a Sondheim. Va ser dirigit per Sean Mathias i estava protagonitzat per John Barrowman, Emily Skinner, Alice Ripley i Lynn Redgrave.
- Un nou revival va tenir proves al Cincinnati Playhouse in the Park's Robert S. Marx Theatre durant la primavera de 2006. Després de 34 prèvies, el revival de Broadway, dirigit i coreografiat per John Doyle, s'estrenà el 29 de novembre de 2006 al Ethel Barrymore Theatre, amb un repartiment que incloïa a Raúl Esparza com Bobby i a Barbara Walsh com Joanne. Tal com Doyle ja havia fet en la seva producció de Sweeney Todd del 2005, els mateixos actors interpretaven la música. La producció guanyà el Tony a Millor Revival.[10][11] Va tancar l'1 de juliol del 2007, però va ser enregistrat,[12] emetent-se a la PBS el 20 de febrer de 2008.[13] L'enregistrament també va ser publicat en DVD.

## Sinopsi

### I Acte
Company no té una trama, per la qual cosa, la sinopsi ha de ser, com ja és el mateix espectacle, un estat de la ment. L'acció en si té lloc – en un moment? durant un any? – als pensaments d'en Robert, el qual es dirigeix cap a una "festa sorpresa" en honor del seu 35è aniversari.
En Robert és un noi solter, aparentment normal, que té un bonic apartament, i se’n va al llit amb prou noies. No és gai (com s'ha pensat de vegades), i això és tot el que en sabem d'ell, excepte que els seus amics (les xicotes no compten) són 5 parelles casades que el voldrien veure casat ("Company")
Parella a parella, comencem a veure aquests amics de més a prop. La Sarah i en Harry, que estan obsessivament a dieta / bevent, excepte quan ho deixen, i llavors la tensió puja entre ells enmig d'una petita demostració de karate ("The Little Things You Do Together"). 	En Robert tremola de por davant això, i li demana a Harry la seva opinió sobre el matrimoni. La resposta d'en Harry i d'en Jerry, un altre dels marits, queden solapades ("Sorry-Grateful")
La Susan i en Peter semblen la parella més feliç de totes, potser és perquè han decidit divorciar-se. Tot i això, seguiran vivint junts. La Jenny i en David estan amoïnats perquè es troben grans i avorrits, i en Robert els ofereix un porret. Enmig d'un estat d'alteració, en Robert afirma que voldria estar casat, però que encara no ha trobat la noia ideal, la qual cosa és contradita per un trio de xicotes ("You Could Drive a Person Crazy")
Els amics d'en Robert, per la seva part, intenten presentar-li algunes noies, especialment totes aquelles que ells no poden aconseguir ("Have I Got A Girl for You"). A l'abstracció, en Robert s'imagina la noia dels seus somnis, que és un compendi de totes les dones dels seus amics ("Someone Is Waiting"), però mentre que enumera les seves virtuts, entenem que no pot existir una persona així.
La qual cosa el porta a trobar-se amb les noies solteres amb les que ara surt: April, l'hostessa de vol, que és molt dolça però és idiota; Kathy, que s'ha promès i se’n va a viure a Vermont; i Marta, una intel·lectual grillada que espanta en Robert ("Another Hundred People")
L'Amy i en Paul, una parella que porta vivint junts ja fa anys, per fi es casen ("Getting Married Today"), si l'Amy no se suïcida abans. Enmig de tot això, en Robert li ho proposa a ella. El moment passa, el casament segueix endavant. En Robert queda sol ("Marry Me a Little") Acaba el primer acte.

### II Acte
Comença el segon acte, i ens trobem de nou a la festa d'aniversari (que encara no ha tingut lloc), amb en Robert i les parelles casades. També ens comencem a adonar, incòmodament, de com se les podrien arreglar aquestes parelles si en Robert finalment es casés amb algú ("Side by Side by Side/What Would We Do Without You?")
De fet, mentre que les esposes voldrien veure en Robert casat, també han decidit que no hi ha una dona prou bona per a ell ("Poor Baby"). Pot ser que en Robert estigui sol, peno no li falta companyia: el trobem al llit amb April. Després, mentre que l'April es vesteix, en Robert la intenta convèncer que no marxi ("Barcelona"). Per un moment, sembla que en Robert per fi es comprometrà, però el moment passa.
Finalment, veiem en Robert a una discoteca amb els seus amics més madurs, la Joanne i en Larry. La Joanne beu mentre que en Larry balla amb dones més joves, però en Larry s'estima la seva dona, i tot el sarcasme de la Joan es dirigeix a si mateixa ("The Ladies Who Lunch"). Beguda, però lúcida, la Joanne s'insinua a en Robert, dient-li que ella s'amoïnarà per ell, però en Robert li replica "I de qui m'amoïnaré jo?". És el moment suprem de la veritat nua ("Being Alive"), i confia a tenir l'oportunitat d'equivocar-se.
La festa d'aniversari segueix esperant... i esperant... Al final, els seus amics admeten en Robert no anirà a casa seva. Quan ja han marxat, en Robert apareix des de les ombres, bufa les espelmes del pastís i potser pensa en un desig. Per a què?

## Personatges i repartiments
| Personatge | Descripció                                                            | Broadway 1970           | Broadway 1993         | Broadway 1995       | Broadway 2006      | Concert Broadway Abril 2011 | Barcelona 1997  | Màlaga 2021      | Barcelona 2022  |
| ---------- | --------------------------------------------------------------------- | ----------------------- | --------------------- | ------------------- | ------------------ | --------------------------- | --------------- | ---------------- | --------------- |
| Robert     | Personatge principal; la festa del seu 35è aniversari reuneix el grup | Dean Jones / Larry Kert | Dean Jones            | Boyd Gaines         | Raúl Esparza       | Neil Patrick Harris         | Carles Sabater  | Antonio Banderas | Roger Berruezo  |
| Sarah      | Estudiant de karate i té problemes amb el menjar                      | Barbara Barrie          | Kate Burton           | Mark Linn-Baker     | Kristin Huffman    | Martha Plimpton             | Roser Batalla   | Dulcinea Juárez  | Dulcinea Juárez |
| Harry      | Un alcohòlic que té problemes de control                              | Charles Kimbrough       | Robert Westenberg     | Lew Parker          | Keith Buterbaugh   | Stephen Colbert             | Pep Anton Muñoz | Carlos Seguí     | Carlos Seguí    |
| Susan      | Una graciosa bellesa del Sud que pateix mareigs                       | Merle Louise            | Patricia Ben Peterson | Lizabeth Pritchett  | Amy Justman        | Jill Paice                  | Noël Olivé      | Silvia Luchetti  | Silvia Luchetti |
| Peter      | Feliç divorciat de Susan, possiblement és gai                         | John Cunningham         | Jonathan Dokuchitz    | John Hansen         | Matt Castle        | Craig Bierko                | Lluís Homar     | Albert Bolea     | Albert Bolea    |
| Jenny      | Dolça, però una mica capquadrada                                      | Teri Ralston            | Diana Canova          | Pamela Hall         | Leenya Rideouts    | Jennifer Laura Thompson     | Isabel Soriano  | Julia Möller     | Julia Möller    |
| David      | Elegant i fuma maria amb Robert                                       | George Coe              | John Hillner          | Ernie Sabella       | Fred Rose          | Jon Cryer                   | Xavier Mestres  | Rubén Yuste      | Rubén Yuste     |
| Amy        | Neuròtica, que s'aixeca malament el dia del seu casament              | Beth Howland            | Beth Howland          | Veanne Cox          | Heather Laws       | Katie Finneran              | Rosa Galindo    | Anna Moliner     | Anna Moliner    |
| Paul       | Promès d'Amy, jueu                                                    | Steve Elmore            | Steve Elmore          | Danny Burstein      | Robert Cunningham  | Aaron Lazar                 | Esteve Ferrer   | Roger Berruezo   | Robert González |
| Joanne     | Amiga cínica i mordaç. Només beu amb Robert                           | Elaine Stritch          | Elaine Stritch        | Debra Monk          | Barbara Walsh      | Patti LuPone                | Carme Sansa     | Marta Ribera     | Marta Ribera    |
| Larry      | Tercer marit de Joanne, dolç i comprensiu                             | Charles Braswell        | Stanley Grover        | Timothy Landfield   | Bruce Sabath       | Jim Walton                  | Carles Canut    | Paco Morales     | Paco Morales    |
| April      | Una atractiva assistent de vol                                        | Susan Browning          | Susan Browning        | Jane Krakowski      | Elizabeth Stanley  | Christina Hendricks         | Mònica López    | María Adamuz     | María Adamuz    |
| Marta      | Una entusiasta de Nova York                                           | Pamela Myers            | Pamela Myers          | LaChanze            | Angel Desai        | Anika Noni Rose             | Nina            | Lydia Fairén     | Lydia Fairén    |
| Kathy      | Una noia d'una petita ciutat, desenganyada de Nova York               | Donna McKechnie         | Donna McKechnie       | Charlotte d'Amboise | Kelly Jeanne Grant | Chryssie Whitehead          | Muntsa Rius     | Lorena Calero    | Lorena Calero   |

## Cançons
| Act I - Overture - Company—Robert i Companyia - The Little Things You Do Together—Joanne i Parelles - Sorry-Grateful—Harry, David i Larry - You Could Drive a Person Crazy—Kathy, April i Marta - Have I Got A Girl for You—Larry, Peter, Paul, David i Harry - Someone Is Waiting—Robert - Another Hundred People—Marta - Getting Married Today—Amy, Paul, Jenny i Companyia - Marry Me a Little* -- Robert | Act II - Side by Side by Side/What Would We Do Without You? -- Robert i Companyia - Poor Baby—Esposes - Tick-Tock** -- Instrumental; Kathy - Barcelona—Robert i April - The Ladies Who Lunch—Joanne - Being Alive*** -- Robert |

* Als 90, "Marry Me a Little" va ser instaurada permanentment per tancar el Primer Acte, sent afegida als revivals de 1995 i 2006, sent també inclosa a l'edició oficial de les seleccions vocals, publicada el 1996 (ISBN 0-7935-6763-7).
** El número de dansa Tick-Tock (arranjada per David Shire) va ser abreujada pel primer revival de Broadway, i posteriorment ja va ser eliminada definitivament. Això era degut al fet que calien bons ballarins per fer-la. En alguna producció (com la 2004 Reprise! de Los Angeles) va tornar a ser inclosa.
*** La cançó "Multitude of Amys" era originalment el primer final, però va ser tallada a causa de canvis estructurals en el guió. "Marry Me a Little" havia de substituir-la, però també va ser exclosa. "Happily Ever After" va ser emprada com a final en les primeres funcions, abans de ser substituïda per "Being Alive".

## Premis i nominacions

### Producció Original de Broadway
Per una vegada, el Premi Tony per Música i Lletres se separà en dues categories. Sondheim les guanyà totes dues.
| Any  | Premi               | Categoria                               | Nominat                        | Resultat  |
| ---- | ------------------- | --------------------------------------- | ------------------------------ | --------- |
| 1971 | Premi Drama Desk    | Llibret de Musical Més Destacat         | George Furth                   | GUANYADOR |
| 1971 | Premi Drama Desk    | Director de Musical Més Destacat        | Harold Prince                  | GUANYADOR |
| 1971 | Premi Drama Desk    | Lletres Més Destacades                  | Stephen Sondheim               | GUANYADOR |
| 1971 | Premi Drama Desk    | Música Més Destacada                    | Stephen Sondheim               | GUANYADOR |
| 1971 | Premi Drama Desk    | Escenografia Més Destacada              | Boris Aronson                  | GUANYADOR |
| 1971 | Premi Theatre World | Premi Theatre World                     | Susan Browning                 | GUANYADOR |
| 1971 | Premi Tony          | Millor Musical                          | Millor Musical                 | GUANYADOR |
| 1971 | Premi Tony          | Millor Llibret de Musical               | George Furth                   | GUANYADOR |
| 1971 | Premi Tony          | Millor Actor Protagonista de Musical    | Larry Kert                     | nominat   |
| 1971 | Premi Tony          | Millor Actriu Protagonista de Musical   | Elaine Stritch                 | nominat   |
| 1971 | Premi Tony          | Millor Actriu Protagonista de Musical   | Susan Browning                 | nominat   |
| 1971 | Premi Tony          | Millor Actor de Repartiment de Musical  | Charles Kimbrough              | nominat   |
| 1971 | Premi Tony          | Millor Actriu de Repartiment de Musical | Barbara Barrie                 | nominat   |
| 1971 | Premi Tony          | Millor Actriu de Repartiment de Musical | Pamela Myers                   | nominat   |
| 1971 | Premi Tony          | Millor Direcció de Musical              | Harold Prince                  | GUANYADOR |
| 1971 | Premi Tony          | Millor Coreografia                      | Michael Bennett                | nominat   |
| 1971 | Premi Tony          | Millor Música Original                  | Stephen Sondheim               | GUANYADOR |
| 1971 | Premi Tony          | Millors Lletres Originals               | Stephen Sondheim               | GUANYADOR |
| 1971 | Premi Tony          | Millor Escenografia                     | Boris Aronson                  | GUANYADOR |
| 1971 | Premi Tony          | Millor Il·luminació                     | Robert Ornbo                   | nominat   |
| 1971 | Premis Grammy       | Millor àlbum de teatre musical          | Millor àlbum de teatre musical | Guanyador |

### Revival de Broadway 1995
| Any  | Premi            | Categoria                                         | Nominat                   | Resultat |
| ---- | ---------------- | ------------------------------------------------- | ------------------------- | -------- |
| 1996 | Premi Drama Desk | Actriu de Repartiment en un Musical Més Destacada | Veanne Cox                | nominat  |
| 1996 | Premi Tony       | Millor Revival de Musical                         | Millor Revival de Musical | nominat  |
| 1996 | Premi Tony       | Millor Actriu de Repartiment de Musical           | Veanne Cox                | nominat  |

### Revival de Londres de 1995
| Any  | Premi                  | Categoria                                                | Nominat         | Resultat   |
| ---- | ---------------------- | -------------------------------------------------------- | --------------- | ---------- |
| 1996 | Premi Laurence Olivier | Millor Actor de Musical                                  | Adrian Lester   | GUANYADOR  |
| 1996 | Premi Laurence Olivier | \| Millor Actuació en un Paper de Repartiment de Musical | Sheila Gish     | GUANYADORA |
| 1996 | Premi Laurence Olivier | \| Millor Actuació en un Paper de Repartiment de Musical | Sophie Thompson | nominada   |
| 1996 | Premi Laurence Olivier | Millor Director                                          | Sam Mendes      | GUANYADOR  |

### Producció de Barcelona 1995
| Any  | Premi        | Categoria     | Nominat     | Resultat   |
| ---- | ------------ | ------------- | ----------- | ---------- |
| 1996 | Premi Butaca | Millor Actriu | Carme Sansa | GUANYADORA |

### Revival de Broadway 2006
| Any  | Premi            | Categoria                                         | Nominat                         | Resultat   |
| ---- | ---------------- | ------------------------------------------------- | ------------------------------- | ---------- |
| 2007 | Premi Drama Desk | Revival de Musical Més Destacat                   | Revival de Musical Més Destacat | GUANYADOR  |
| 2007 | Premi Drama Desk | Actor Protagonista de Musical Més Destacat        | Raúl Esparza                    | GUANYADOR  |
| 2007 | Premi Drama Desk | Actriu de Repartiment en un Musical Més Destacada | Barbara Walsh                   | nominada   |
| 2007 | Premi Drama Desk | Director de Musical Més Destacat                  | John Doyle                      | nominat    |
| 2007 | Premi Drama Desk | Orquestracions Més Destacades                     | Mary Mitchell Campbell          | GUANYADORA |
| 2007 | Premi Tony       | Millor Revival de Musical                         | Millor Revival de Musical       | GUANYADOR  |
| 2007 | Premi Tony       | Millor Actor Protagonista de Musical              | Raúl Esparza                    | nominat    |
| 2007 | Premi Tony       | Millor Direcció de Musical                        | John Doyle                      | nominat    |